# Bru (île)
Pour les articles homonymes, voir Bru.
Bru est une petite île habitée de la commune de Stavanger, en mer du Nord dans le comté de Rogaland en Norvège.

## Description
L'île de 3 km2 se trouve au sud du Boknafjord, juste au large de la côte de la péninsule de Stavanger, le long du Byfjorden. L'île se trouve dans un groupe d'îles avec Sokn et Mosterøy au nord et Åmøy à l'est.
L'île a une liaison routière avec le continent. Il y a un pont sur le côté nord-est de Bru qui le relie à l'île de Sokn, au nord. Sokn est reliée au continent par le Byfjord Tunnel (en), qui fait partie de la route européenne 39. Le tunnel passe en fait sous l'île de Bru vers la ville de Stavanger.
L'île est peuplée, principalement du côté oriental dans ce qu'on appelle le village de Bru. Il y a une population croissante de navetteurs qui vivent sur l'île et travaillent dans la ville voisine de Stavanger. Le sol est cultivé sur la partie orientale de l'île, tandis que la partie occidentale est principalement constituée de landes. La plupart des agriculteurs de l'île élèvent des moutons.